# 道の駅紫波
道の駅紫波（みちのえき しわ）は、岩手県紫波郡紫波町遠山にある国道396号の道の駅である。愛称はフルーツの里しわ。
岩手県が「さわやか岩手イメージアップ大作戦事業」として整備した。「紫波フルーツパーク」の起点になっている。

## 施設
- 駐車場
  - 普通車：37台
  - 大型車：8台
  - 身障者用：2台
- トイレ（いずれも24時間利用可能）
  - 男：大 3器、小 8器
  - 女：8器
  - 身障者用：2器
- 公衆電話：1台
- 産直センターあかさわ（8:00 - 18:30、1月 - 3月 8:30 - 17:30）
- 道路情報案内
- フルーツパーク交流館
  - 物産ショップ
  - インフォメーション
  - レストラン「果里ん亭」（9:00 - 18:00）

## 休館日
- 年末年始

## アクセス
- 国道396号 - 登録路線
  - 岩手県道25号紫波江繋線

## 周辺
- 紫波町立赤沢小学校